# Francisco José Ródenas Rozas
Francisco José Ródenas Rozas (La Unión, 29 de septiembre de 1961-ibídem, 17 de septiembre de 2018), fue un archivero español y cronista oficial del municipio murciano de La Unión y desempeñó un importante trabajo de investigación acerca de las raíces históricas de su pueblo natal.

### Estudios
Fue licenciado en Geografía e Historia por la Universidad de Murcia, donde desarrolló su tesis El proceso de transformación espacial de La Unión (1840-1960).

### Títulos, premios y distinciones
Fue dotado mediante acuerdo plenario municipal de los títulos de Cronista Oficial el 29 de noviembre de 2007, y Ciudadano Honorario el 13 de marzo de 2015. Asimismo, fue declarado Hijo Predilecto del municipio de La Unión el 11 de febrero de 2018 mediante pleno extraordinario. Ese mismo día se inauguraba el nuevo local del Archivo Municipal, que recibe su nombre, en el Ayuntamiento de La Unión, sito en la Casa del Piñón.
También fue distinguido como Popular de La Unión en el año 1994 por la Tertulia literaria Mesa Café, y recibió el Premio de dinamización lectora juvenil de la Federación Española de Municipios y Provincias (MEC).
Gracias a su investigación acerca de las raíces flamencas de La Unión, fue galardonado con el Premio de Investigación del Festival del Cante de las Minas en el año 2000 y, posteriormente, con el Carburo de Oro del Festival internacional del Cante de las Minas en el año 2013. Por último, fue condecorado con el Castillete de Oro de la Fundación Cante de las Minas.

### Obras destacadas
- La Unión, ayer y hoy (1986)
- Yo, el Mercado (1991)
- La Unión, provincia de Almería (1995)
- Una iglesia en el camino: la Parroquia de Ntra. Sra. de los Dolores en El Garbanzal, siglos XVIII-XX (1997)
- Guía del Museo Minero de La Unión (1997)
- La Semana Santa Minera: historia de los desfiles pasionarios en La Unión, en colaboración con Rogelio Mouzo Pagán.
- Ruta Minera Camino 33
- Historia Casa del Piñón (1999)
- Cafés cantantes de La Unión (2001)
- Retrato mortuorio de La Unión (2004)
- Las vidas de Ramón Perelló (2004)
- El Rojo se pone en pie (2005)
- La historia secreta de Pío Wandosell (2006)
- De la plaza a la Catedral del Cante. Centenario del Mercado Público de La Unión (2007)
- Salpicón Flamenco (2008)
- Asensio Sáez y las fuentes del mito en el Libro de La Unión (2008)
- Mendigos en el Mercado-Catedral”(2009)
- La Unión: crónica festera
- Espiritismo y sociedad en La Unión.Siglo XIX (2012)
- El Cristo de los mineros de La Unión (2013)